# Staatliche Bildungsanstalt
Staatliche Bildungsanstalten (Stabila) waren besondere Schulen im Freistaat Preußen in der Zeit von 1920 bis 1934. Sie gingen aus den nach dem Ersten Weltkrieg entmilitarisierten Kadettenanstalten hervor.
Aufgrund von Artikel 176 des Versailler Vertrags mussten das der Vorbereitung auf eine Offizierskarriere dienende Kadettenkorps mit der Hauptkadettenanstalt (weiterführend bis zum Abitur) und acht Kadettenvoranstalten  aufgelöst werden. So wurden ab 1. März 1920 die Hauptkadettenanstalt in Berlin-Lichterfelde als Realgymnasium und sechs Voranstalten als Realschulen zu zivilen „Staatlichen Bildungsanstalten“ umgeformt. Eine inhaltliche Neuausrichtung war zwar politisch beabsichtigt, konnte jedoch gegen den Widerstand der meist monarchistisch eingestellten Lehrer und ihrer militärisch-konservativ geprägten Schülerschaft kaum durchgesetzt werden.
In den Jahren 1933 und 1934 wurden diese Anstalten in Nationalpolitische Erziehungsanstalten umgewandelt.

## Einrichtungen (Auswahl)
- Staatliche Bildungsanstalt Berlin-Lichterfelde, dort wurde der Reformpädagoge Fritz Karsen 1920 zum Schulleiter ernannt. Sein Projekt der Entmilitarisierung scheiterte am Widerstand der Lehrer und Schüler.
- Staatliche Bildungsanstalt Potsdam, ein Internat nur für Jungen mit einem militärisch geprägten Schulalltag und einer extrem hohen Bedeutung des Unterrichtsfaches Sport, das nach den Lehrplänen des Realgymnasiums zum Abitur führte[2].
- Staatliche Bildungsanstalt Plön im Schloss Plön. Hier gelang eine Neuausrichtung erst dadurch, dass mit Erlass vom Oktober 1922 das benachbarte Gymnasium in die Staatliche Bildungsanstalt eingegliedert wurde[1].